# Alfabet fonetyczny ICAO
Alfabet fonetyczny ICAO, znany również jako Alfabet fonetyczny NATO – najbardziej rozpowszechniony system literowania wyrazów w pewnych specyficznych zastosowaniach, np. w lotnictwie podczas prowadzenia komunikacji radiowej, gdzie każdej literze alfabetu odpowiada ustalone słowo.
Pierwotnie część Międzynarodowego Kodu Sygnałowego (INTERCO), opracowany przez Organizację Międzynarodowego Lotnictwa Cywilnego (ICAO). W latach pięćdziesiątych przyjęty przez NATO, następnie stał się obowiązującym standardem dla wielu instytucji, szczególnie amerykańskich, m.in. Międzynarodowego Związku Telekomunikacyjnego (ITU), Międzynarodowej Organizacji Morskiej (IMO), American National Standards Institute (ANSI), American Radio Relay League (ARRL).
Podstawową zaletą tego kodowania jest jego prostota, jednoznaczność i odporność na zakłócenia. Ponieważ układ sylab tworzących poszczególne słowa kodu nie powtarza się, nawet fragmentaryczna transmisja może być zrozumiana.

## Litery
Słowa kodowe pochodzą z języka angielskiego, ale nie mają dokładnie swojej angielskiej wymowy.
| Litera | Kod      | Wymowa                                     |
| ------ | -------- | ------------------------------------------ |
| A      | Alfa     | [ˈalfa] alfa                               |
| B      | Bravo    | [ˈbravo] brawo                             |
| C      | Charlie  | [ˈtʃali] czarli                            |
| D      | Delta    | [ˈdɛlta] delta                             |
| E      | Echo     | [ˈɛko] eko                                 |
| F      | Foxtrot  | [ˈfɔks.trɔt] fokstrot                      |
| G      | Golf     | [ˈɡɔlf] golf                               |
| H      | Hotel    | [hoˈtɛl] hotel                             |
| I      | India    | [ˈɪndia] indija                            |
| J      | Juliett  | [ˈdʒuliˈɛt] dżulijet                       |
| K      | Kilo     | [ˈkilo] kilo                               |
| L      | Lima     | [ˈlima] lima                               |
| M      | Mike     | [ˈmai̯k] majk                               |
| N      | November | [noˈvɛmba] nowember                        |
| O      | Oscar    | [ˈɔska] oskar                              |
| P      | Papa     | [paˈpa] pa                                 |
| Q      | Quebec   | [keˈbɛk] kebek                             |
| R      | Romeo    | [ˈromio] romijo                            |
| S      | Sierra   | [si'ɛra] sijera                            |
| T      | Tango    | [ˈtaŋɡo] tango                             |
| U      | Uniform  | [ˈjunifɔrm] juniform lub [ˈunifɔm] uniform |
| V      | Victor   | [ˈvɪktor] wiktor                           |
| W      | Whiskey  | [ˈwɪski] łyski                             |
| X      | Xray     | [ˈɛks.rei̯] eksrej                          |
| Y      | Yankee   | [ˈjaŋki] janki                             |
| Z      | Zulu     | [ˈzulu] zulu                               |

Zgodnie z tym schematem pilot samolotu o znakach rejestracyjnych SP-FGX wypowiada je jako „Sierra Papa Foxtrot Golf Xray”.
Często stosowaną praktyką jest skrócenie przez kontrolera znaków wywoławczych do pierwszej litery oraz dwóch ostatnich (zawsze pierwsze wywołanie następuje w pełnej wersji), czyli przykładowo zamiast „Sierra Papa Foxtrot Golf X-Ray” może użyć „Sierra Golf X-Ray”, o ile takie skrócenie nie wprowadzi ryzyka pomyłki (na przykład gdy na danej częstotliwości wykonują loty statki o podobnych znakach, np. SP-FGX i SE-AGX).

## Nadawanie liczb
Cyfry również nie są wymawiane dokładnie tak, jak w języku angielskim.
| Cyfra | Kod   | Wymowa           |
| ----- | ----- | ---------------- |
| 0     | Zero  | [ˈziro] ziro     |
| 1     | One   | [ˈwan] łan       |
| 2     | Two   | [ˈtu] tu         |
| 3     | Three | [ˈtri] tri       |
| 4     | Four  | [ˈfoa] fołer     |
| 5     | Five  | [ˈfai̯f] fajf     |
| 6     | Six   | [ˈsɪks] siks     |
| 7     | Seven | [ˈsɛvən] seven   |
| 8     | Eight | [ˈei̯t] ejt       |
| 9     | Niner | [ˈnai̯ner] najner |

## Inne znaki
- . (kropka) – decimal (de-si-mal)[c]